# Alyma Soura
Alyma Soura, née le 28 avril 1984, est une athlète burkinabé. 

## Biographie
Alyma Soura remporte la médaille de bronze du 100 mètres haies lors des championnats d'Afrique 2004 à Brazzaville.